# Puberphonie

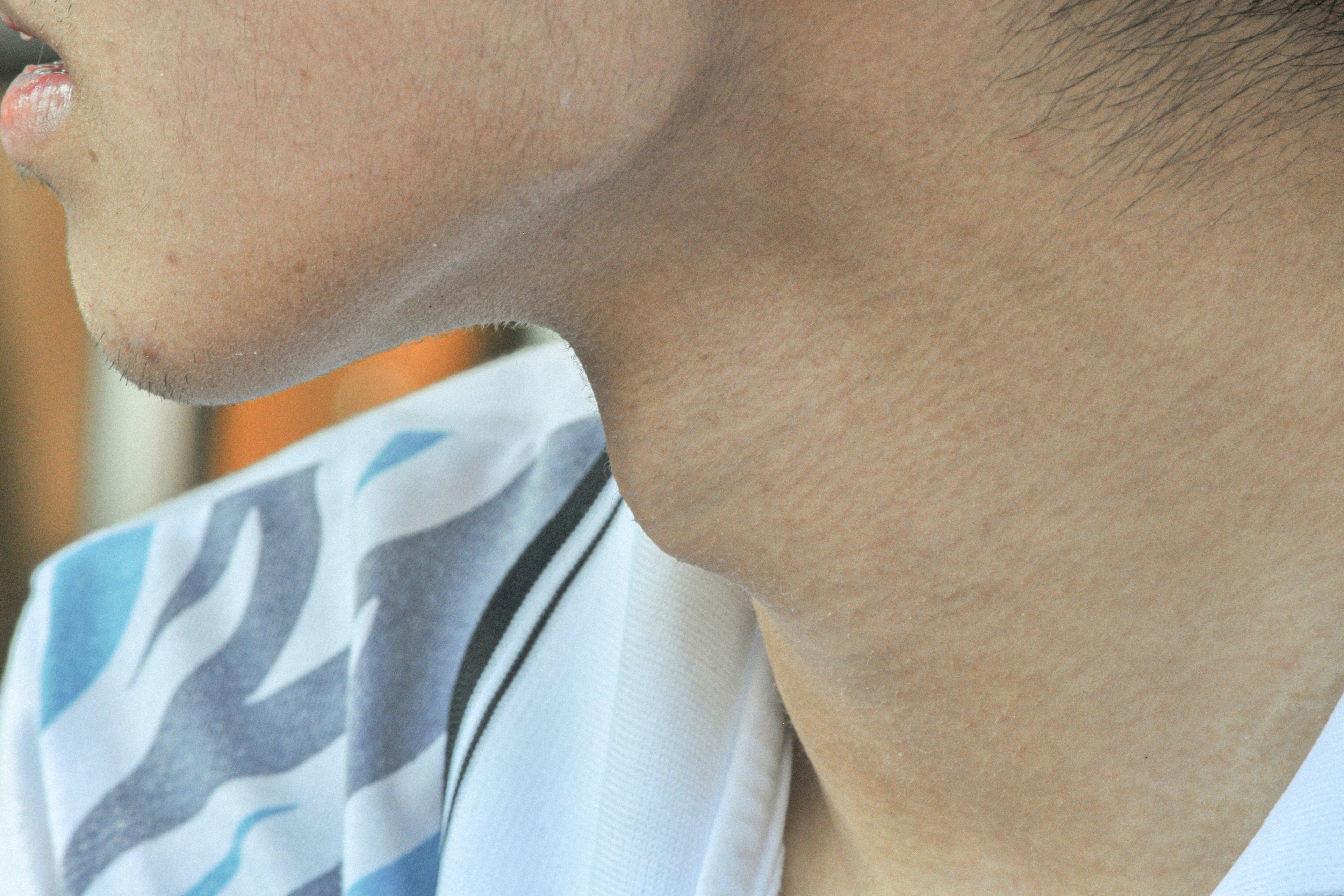
Adamovo jablko (ohryzek)

Puberphonie je nemocí hlasu, která postihuje zejména muže. Tomu i po pubertě zůstává vysoko postavený hlas podobný ženskému či dětskému.[zdroj⁠?!]

## Úvod
Za normálních okolností u mužů v adolescenci dojde k náhlému prodloužení délky hlasivek kvůli zvětšení Adamova jablka. Příčina je ve zvýšení hladiny testosteronu. Proto toto onemocnění není obvyklé u žen, u kterých k těmto změnám nedochází.[zdroj⁠?!]

## Příčiny puberphonie
1. Stres[zdroj⁠?!]
2. Zpožděný vývoj sekundárních pohlavních znaků[zdroj⁠?!]
3. Psychogenika[zdroj⁠?!]
4. Porucha štítné žlázy[zdroj⁠?!]

## Léčba
Nemoc je léčena hlasovou terapií, případně operací.[zdroj⁠?!]